# Three Little Words (canción)
Three Little Words es una canción popular del año 1930, con letra de Bert Kalmar y música de Harry Ruby.
Esta melodía fue grabada el 26 de agosto de 1930 por The Rhythm Boys con Bing Crosby, acompañados por la orquesta de Duke Ellington, resultando en un rotundo éxito. Su versión aparece en la película del mismo año Check and Double Check, dirigida por Melville W. Brown; los propios Kalmar y Ruby escribieron el guion conjuntamente con J. Walter Ruben. 
La canción también aparece de manera notable en la película Three Little Words, una biopic de 1950 sobre Kalmar y Ruby.

## Otras grabaciones
- Jacques Renard - (1930)
- Ipana Troubadors - (1930)
- Frank Crumit - (1930)
- Ethel Waters - (1931)
- Claude Hopkins - (1934)[3]
- Django Reinhardt - (1938)
- Ella Fitzgerald - (1941)[4]